# Perdita gracilior
Perdita gracilior är en biart som beskrevs av Timberlake 1977. Perdita gracilior ingår i släktet Perdita och familjen grävbin. Inga underarter finns listade i Catalogue of Life.